# Saint-Sulpice-sur-Risle
Pour les articles homonymes, voir Saint-Sulpice.
Saint-Sulpice-sur-Risle est une commune française, située dans le département de l'Orne en région Normandie,

## Géographie

### Localisation
Couvrant 2 845 hectares, le territoire de Saint-Sulpice-sur-Risle est le plus étendu de l'ancien canton de L'Aigle-Est

### Communes limitrophes
Les communes limitrophes sont  Chaise-Dieu-du-Theil, Chandai, Chéronvilliers, L'Aigle, Saint-Martin-d'Écublei, Saint-Michel-Tubœuf, Saint-Nicolas-de-Sommaire et Saint-Symphorien-des-Bruyères.
| Saint-Nicolas-de-Sommaire, Saint-Symphorien-des-Bruyères | Saint-Martin-d'Écublei  | Chéronvilliers (Eure)                              |
| L'Aigle                                                  | Saint-Sulpice-sur-Risle | Chéronvilliers (Eure), Chaise-Dieu-du-Theil (Eure) |
| L'Aigle                                                  | Saint-Michel-Tubœuf     | Chandai                                            |

### Hydrographie
La commune est située dans le bassin Seine-Normandie. Elle est drainée par la Risle, le Rouloir, le Cauche, le Finard, un bras de la Risle, le fossé de la Cornerie et un autre petit cours d'eau,.
La Risle, d'une longueur de 145 km, prend sa source dans la commune de Planches et se jette  dans la Seine à Berville-sur-Mer, après avoir traversé 52 communes. Les caractéristiques hydrologiques de la Risle sont données par la station hydrologique située sur la commune de Rai. Le débit moyen mensuel est de 1,41 m3/s. Le débit moyen journalier maximum est de 29,7 m3/s, atteint lors de la crue du 14 février 1990. Le débit instantané maximal est quant à lui de 44,9 m3/s, atteint le 5 janvier 2001.
Le Rouloir, d'une longueur de 49 km, prend sa source dans la commune de Saint-Ouen-sur-Iton et se jette  dans un bras de l'Iton à Glisolles, après avoir traversé 15 communes. 
Le Cauche, d'une longueur de 11 km, prend sa source dans la commune de Saint-Symphorien-des-Bruyères et se jette  dans la Risle à Rugles, après avoir traversé cinq communes. 
Le Finard, d'une longueur de 11 km, prend sa source dans la commune de Rai et se jette  dans la Risle à Saint-Martin-d'Écublei, après avoir traversé cinq communes. 

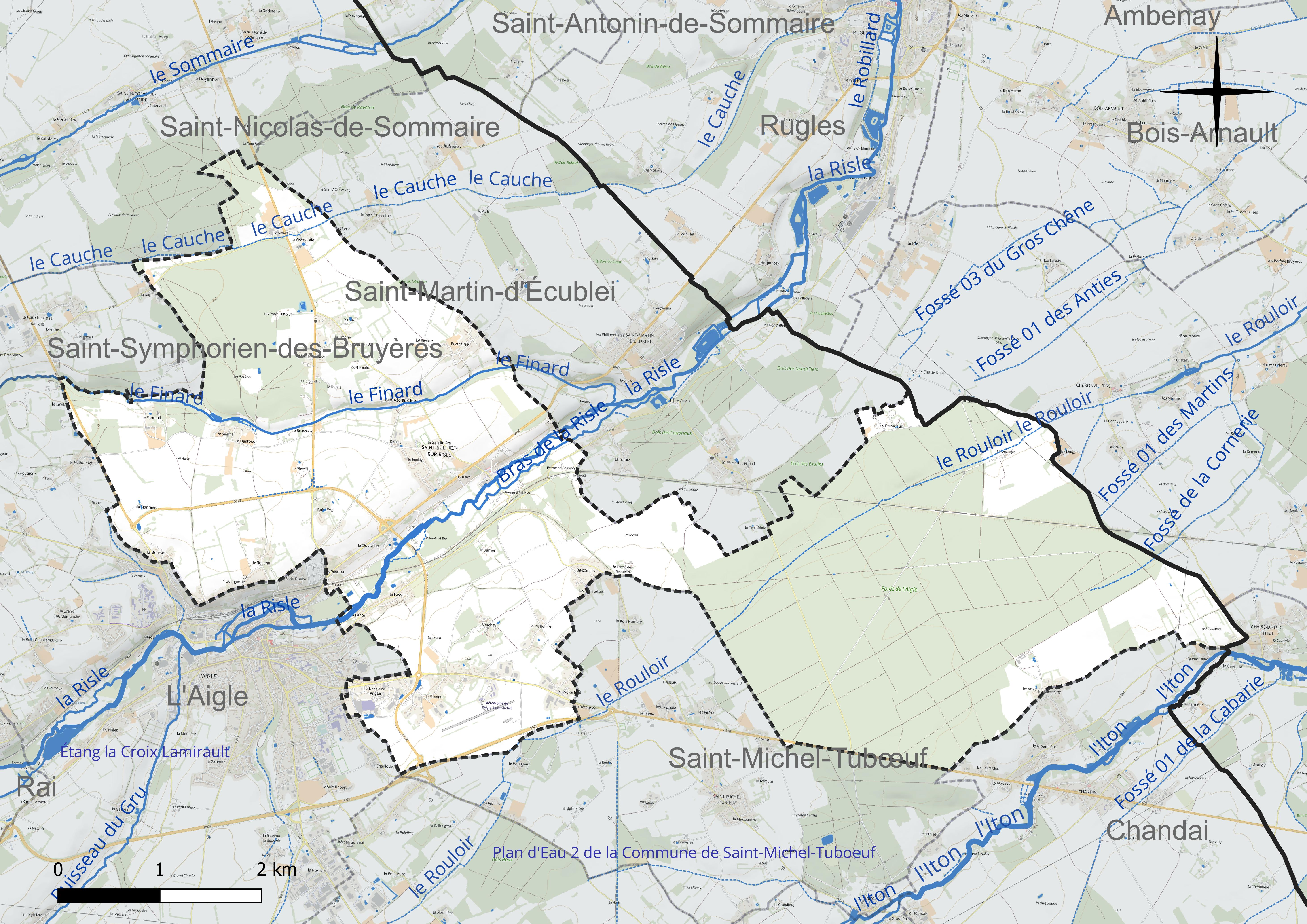
Réseau hydrographique de Saint-Sulpice-sur-Risle.

### Climat
Pour des articles plus généraux, voir Climat de la Normandie et Climat de l'Orne.
En 2010, le climat de la commune est de type climat océanique dégradé des plaines du Centre et du Nord, selon une étude du CNRS s'appuyant sur une série de données couvrant la période 1971-2000. En 2020, Météo-France publie une typologie des climats de la France métropolitaine dans laquelle la commune est dans une zone de transition entre le climat océanique et le climat océanique altéré et est dans la région climatique Normandie (Cotentin, Orne), caractérisée par une pluviométrie relativement élevée (850 mm/a) et un été frais (15,5 °C) et venté. Parallèlement le GIEC normand, un groupe régional d’experts sur le climat, différencie quant à lui, dans une étude de 2020, trois grands types de climats pour la région Normandie, nuancés à une échelle plus fine par les facteurs géographiques locaux. La commune est, selon ce zonage, exposée à un « climat contrasté des collines », correspondant au Pays d'Ouche et au Perche et bénéficiant d’un caractère continental affirmé avec des précipitations atténuées et des amplitudes thermiques fortes.
Pour la période 1971-2000, la température annuelle moyenne est de 9,7 °C, avec une amplitude thermique annuelle de 13,9 °C. Le cumul annuel moyen de précipitations est de 748 mm, avec 12 jours de précipitations en janvier et 8,2 jours en juillet. Pour la période 1991-2020, la température moyenne annuelle observée sur la station météorologique la plus proche, située sur la commune de L'Aigle à 3 km à vol d'oiseau, est de 10,6 °C et le cumul annuel moyen de précipitations est de 729,7 mm,. Pour l'avenir, les paramètres climatiques de la commune estimés pour 2050 selon différents scénarios d’émission de gaz à effet de serre sont consultables sur un site dédié publié par Météo-France en novembre 2022.

## Urbanisme

### Typologie
Au 1er janvier 2024, Saint-Sulpice-sur-Risle est catégorisée commune rurale à habitat dispersé, selon la nouvelle grille communale de densité à sept niveaux définie par l'Insee en 2022.
Elle appartient à l'unité urbaine de L'Aigle, une agglomération intra-départementale regroupant trois  communes, dont elle est une commune de la banlieue,,. Par ailleurs la commune fait partie de l'aire d'attraction de L'Aigle, dont elle est une commune de la couronne,. Cette aire, qui regroupe 32 communes, est catégorisée dans les aires de moins de 50 000 habitants,.

### Occupation des sols

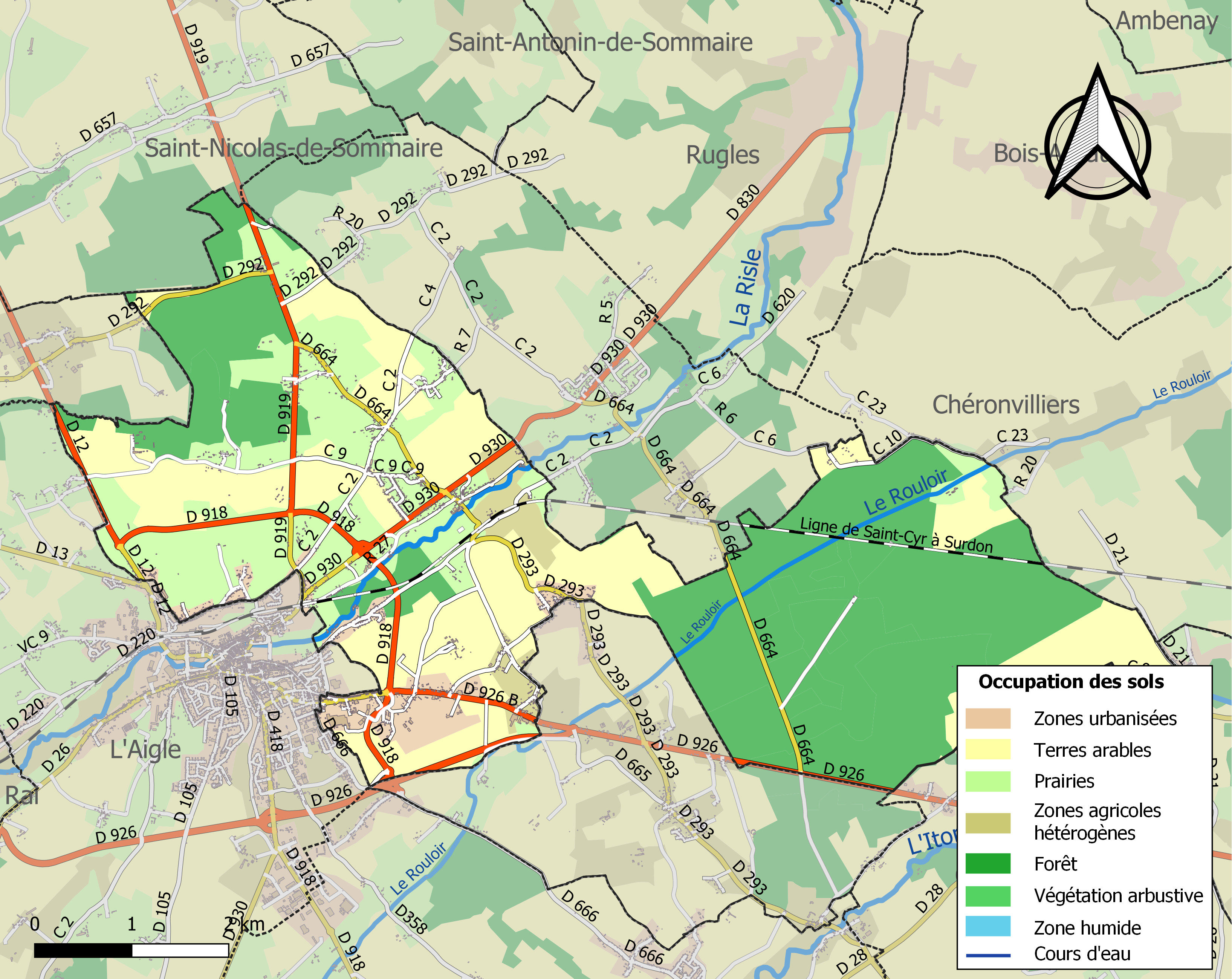
Carte des infrastructures et de l'occupation des sols de la commune en 2018 (CLC).

L'occupation des sols de la commune, telle qu'elle ressort de la base de données européenne d’occupation biophysique des sols Corine Land Cover (CLC), est marquée par l'importance des territoires agricoles (52,5 % en 2018), en diminution par rapport à 1990 (55,8 %). La répartition détaillée en 2018 est la suivante : 
forêts (42,3 %), terres arables (28,3 %), prairies (21,3 %), zones urbanisées (5,1 %), zones agricoles hétérogènes (3 %). L'évolution de l’occupation des sols de la commune et de ses infrastructures peut être observée sur les différentes représentations cartographiques du territoire : la carte de Cassini (XVIIIe siècle), la carte d'état-major (1820-1866) et les cartes ou photos aériennes de l'IGN pour la période actuelle (1950 à aujourd'hui).

### Habitat et logement
En 2020, le nombre total de logements dans la commune était de 833, alors qu'il était de 821 en 2015 et de 773 en 2010.
Parmi ces logements, 83,9 % étaient des résidences principales, 7,1 % des résidences secondaires et 9 % des logements vacants. Ces logements étaient pour 97,3 % d'entre eux des maisons individuelles et pour 2,6 % des appartements.
Le tableau ci-dessous présente la typologie des logements à Saint-Sulpice-sur-Risle en 2020 en comparaison avec celle de l'Orne et de la France entière. Une caractéristique marquante du parc de logements est ainsi une proportion de résidences secondaires et logements occasionnels (7,1 %) inférieure à celle du département (10,6 %) et à celle de la France entière (9,7 %). Concernant le statut d'occupation de ces logements, 77,3 % des habitants de la commune sont propriétaires de leur logement (76,7 % en 2015), contre 64,3 % pour l'Orne et 57,5 pour la France entière.
| Typologie                                               | Saint-Sulpice-sur-Risle | Orne | France entière |
| ------------------------------------------------------- | ----------------------- | ---- | -------------- |
| Résidences principales (en %)                           | 83,9                    | 78,4 | 82,1           |
| Résidences secondaires et logements occasionnels (en %) | 7,1                     | 10,6 | 9,7            |
| Logements vacants (en %)                                | 9                       | 11,1 | 8,2            |

## Toponymie
Le nom de la localité est attesté sous les formes Saint Sulpice en 1793, Saint-Sulpice-sur-Tille en 1801.
Saint-Sulpice se réfère à Sulpice le Pieux.
La Risle est une rivière de Normandie, qui s'écoule dans les départements de l'Orne et de l'Eure.
Au cours de la période révolutionnaire, la commune a porté les noms de Sulpice-la-Montagne et de Vendémiaire en 1789.

## Histoire

### Époque contemporaine
L'affaire criminelle Guillon a lieu en 1908 dans une ferme de la localité, jugée par les assises de l'Orne.

## Politique et administration

### Rattachements administratifs et électoraux

#### Rattachements administratifs
La commune se trouve depuis 1942 dans l'arrondissement de Mortagne-au-Perche du département de l'Orne.
Elle faisait partie de 1793 à 1982 du canton de l'Aigle, année où celui-ci est scindé et la commune intégrée au canton de L'Aigle-Est. Dans le cadre du redécoupage cantonal de 2014 en France, cette circonscription administrative territoriale a disparu, et le canton n'est plus qu'une circonscription électorale.

#### Rattachements électoraux
Pour les élections départementales, la commune fait partie depuis 2014 d'un nouveau canton de l'Aigle
Pour l'élection des députés, elle fait partie de la quatrième circonscription de l'Oise.

### Intercommunalité
Saint-Sulpice-sur-Risle était membre de la communauté de communes du Pays de L'Aigle, un établissement public de coopération intercommunale (EPCI) à fiscalité propre créé fin 1994  et auquel la commune avait transféré un certain nombre de ses compétences, dans les conditions déterminées par le code général des collectivités territoriales.
Conformément aux prescriptions de la loi de réforme des collectivités territoriales du 16 décembre 2010, qui a prévu le renforcement et la simplification des intercommunalités et la constitution de structures intercommunales de grande taille, une première fusion intervient avec la communauté de communes du Pays de la Marche pour former le 1er janvier 2013  la communauté de communes des Pays de L'Aigle et de la Marche.
Dans le cadre des dispositions de la loi portant nouvelle organisation territoriale de la République du 7 août 2015, qui prévoit que les établissements publics de coopération intercommunale (EPCI) à fiscalité propre doivent avoir un minimum de 15 000 habitants, une nouvelle fusion intervient avec la communauté de communes du canton de La Ferté-Frênel le 1er janvier 2017, formant l'actuelle communauté de communes des Pays de L'Aigle, dont est désormais membre la commune.

### Administration municipale
Compte tenu de la population de la commune, son conseil municipal est composé de dix-neuf membres dont le maire et quatre adjoints.

### Liste des maires
| Période                                  | Période                       | Identité                   | Étiquette | Qualité |
| ---------------------------------------- | ----------------------------- | -------------------------- | --------- | --- |
| Les données manquantes sont à compléter. |                               |                            |           | |
|                                          |                               |                            |           | |
| 18…                                      | 18…                           | M. Fleury[réf. nécessaire] |           | |
|                                          |                               |                            |           | |
| juin 1995                                | En cours (au 12 janvier 2024) | Jean Sellier               | MoDem     | Vétérinaire Président de l'ex-CC du Pays de l'Aigle ( ? → 2012) Président de l'ex-CC des Pays de L'Aigle et de la Marche (2013 → 2016) Président de la CC Communauté de communes des Pays de L'Aigle (2017 → ) Réélu pour le mandat 2020-2026 |

## Équipements et services publics

### Éducation
Les enfants de la commune sont scolarisés avec ceux de Saint-Martin-d'Écublei et de Saint-Symphorien-des-Bruyères dans le cadre d'un regroupement pédagogique intercommunal  (RPI)
La compétence scolaire est assumée par l'intercommunalité.

## Population et société
Les habitants sont les Saint-Sulpiciens).

### Démographie
L'évolution du nombre d'habitants est connue à travers les recensements de la population effectués dans la commune depuis 1793. Pour les communes de moins de 10 000 habitants, une enquête de recensement portant sur toute la population est réalisée tous les cinq ans, les populations de référence des années intermédiaires étant quant à elles estimées par interpolation ou extrapolation. Pour la commune, le premier recensement exhaustif entrant dans le cadre du nouveau dispositif a été réalisé en 2006.

En 2022, la commune comptait 1 587 habitants, en évolution de −5,37 % par rapport à 2016 (Orne : −3,21 %, France hors Mayotte : +2,11 %).
| 1793  | 1800 | 1806  | 1821  | 1836  | 1841  | 1846  | 1851  | 1856  |
| ----- | ---- | ----- | ----- | ----- | ----- | ----- | ----- | ----- |
| 1 064 | 963  | 1 186 | 1 216 | 1 334 | 1 388 | 1 211 | 1 230 | 1 164 |

| 1861  | 1866  | 1872  | 1876  | 1881  | 1886  | 1891  | 1896  | 1901  |
| ----- | ----- | ----- | ----- | ----- | ----- | ----- | ----- | ----- |
| 1 054 | 1 150 | 1 123 | 1 090 | 1 069 | 1 076 | 1 105 | 1 190 | 1 235 |

| 1906  | 1911  | 1921  | 1926  | 1931  | 1936  | 1946  | 1954  | 1962  |
| ----- | ----- | ----- | ----- | ----- | ----- | ----- | ----- | ----- |
| 1 257 | 1 335 | 1 425 | 1 448 | 1 431 | 1 437 | 1 332 | 1 376 | 1 375 |

| 1968  | 1975  | 1982  | 1990  | 1999  | 2006  | 2011  | 2016  | 2021  |
| ----- | ----- | ----- | ----- | ----- | ----- | ----- | ----- | ----- |
| 1 393 | 1 280 | 1 287 | 1 483 | 1 522 | 1 638 | 1 668 | 1 677 | 1 615 |

| 2022  | - | - | - | - | - | - | - | - |
| ----- | - | - | - | - | - | - | - | - |
| 1 587 | - | - | - | - | - | - | - | - |

## Culture locale et patrimoine

### Lieux et monuments

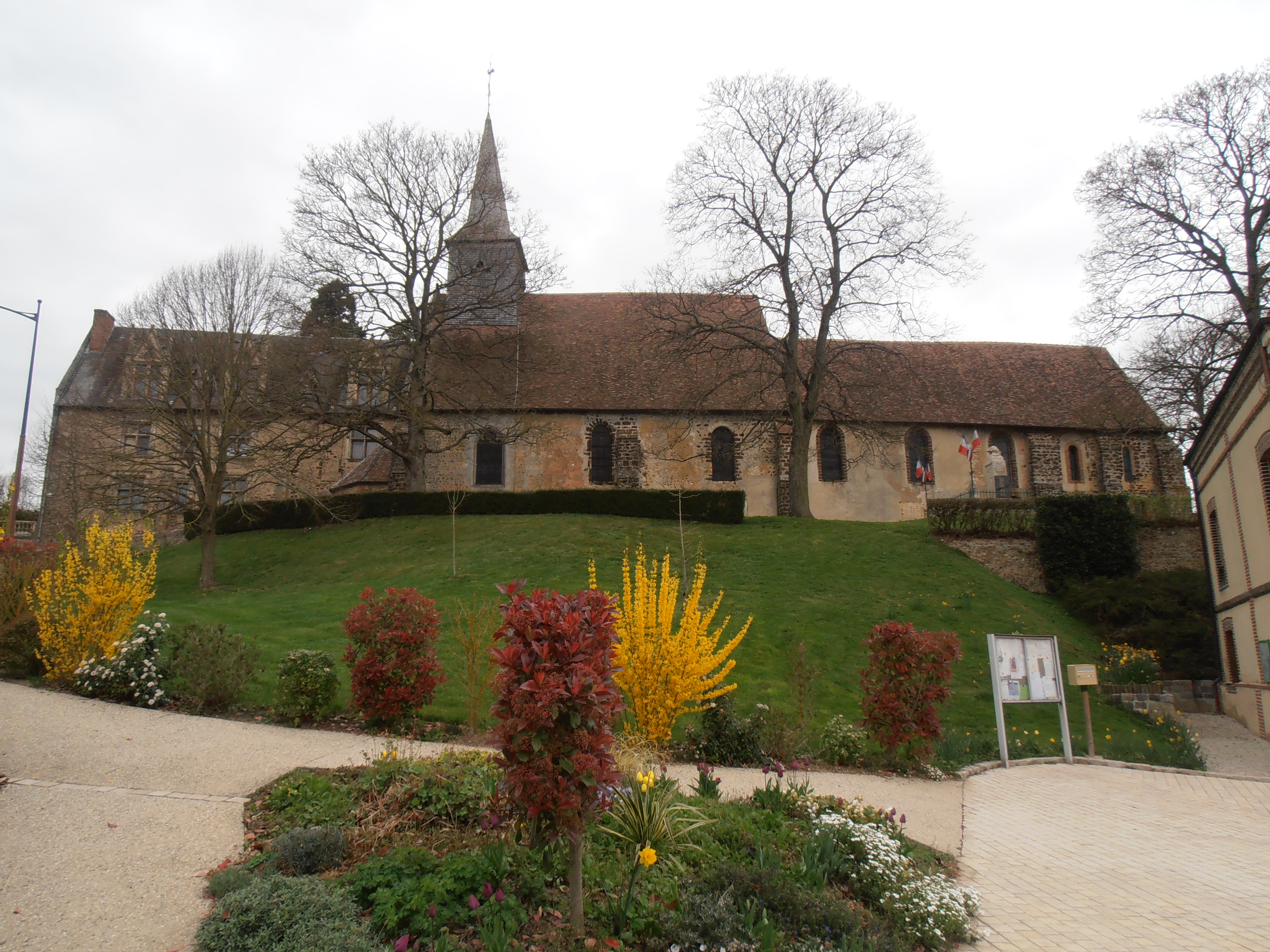
Le prieuré et l'église.

- Église de l'ancien prieuré de Saint-Sulpice[34] inscrite au titre des Monuments historiques[35]. Elle abrite quelques œuvres classées à titre d'objets[36].
- Le prieuré Saint-Sulpice.
- Monument aux morts place André-Blanchard.
- Dolmen du Jarrier classé Monument historique[37].
- Le château du Fontenil (XVe siècle) dont la chapelle et le pressoir sont inscrits[38].
Château Renaissance, construit en 1544 par la famille Du Buc, alias Du Buc-Richard, blasonnant « d'or à la bande d'azur », sur les fondations d'un château féodal qui aurait appartenu au baron de Semblançay, ministre des Finances de François Ier. Les constructeurs de cette bâtisse imposante (Jehan - ou Jean - du Buc du Fontenil et son épouse Antoinette de Bouquetot) reposent en leur caveau seigneurial du beffroi de l'église de Saint-Symphorien-des-Bruyères. En 1681, les Du Buc, dont une branche (voir Louis-François Dubuc) s'était installée à la Martinique, vendirent le château à la famille D'Érard de Rai. Site de la météorite de L'Aigle en 1803.
- La forêt de L'Aigle occupe la quasi-totalité de la moitié est du territoire.
- Sauvé de la ruine par M. J. Suet en 1939, après des années d'abandon, le manoir de La Brunetière (XVIe-XVIIe siècles) est un brillant exemple d'architecture Louis XIII, avec son décor de briques rouges à croisillons bleus et son haut toit pentu, caractéristique des demeures aristocratiques du XVIIe siècle. Agrémenté d'un jardin à la française, le manoir appartient toujours à la famille Deramoudt-Suet.

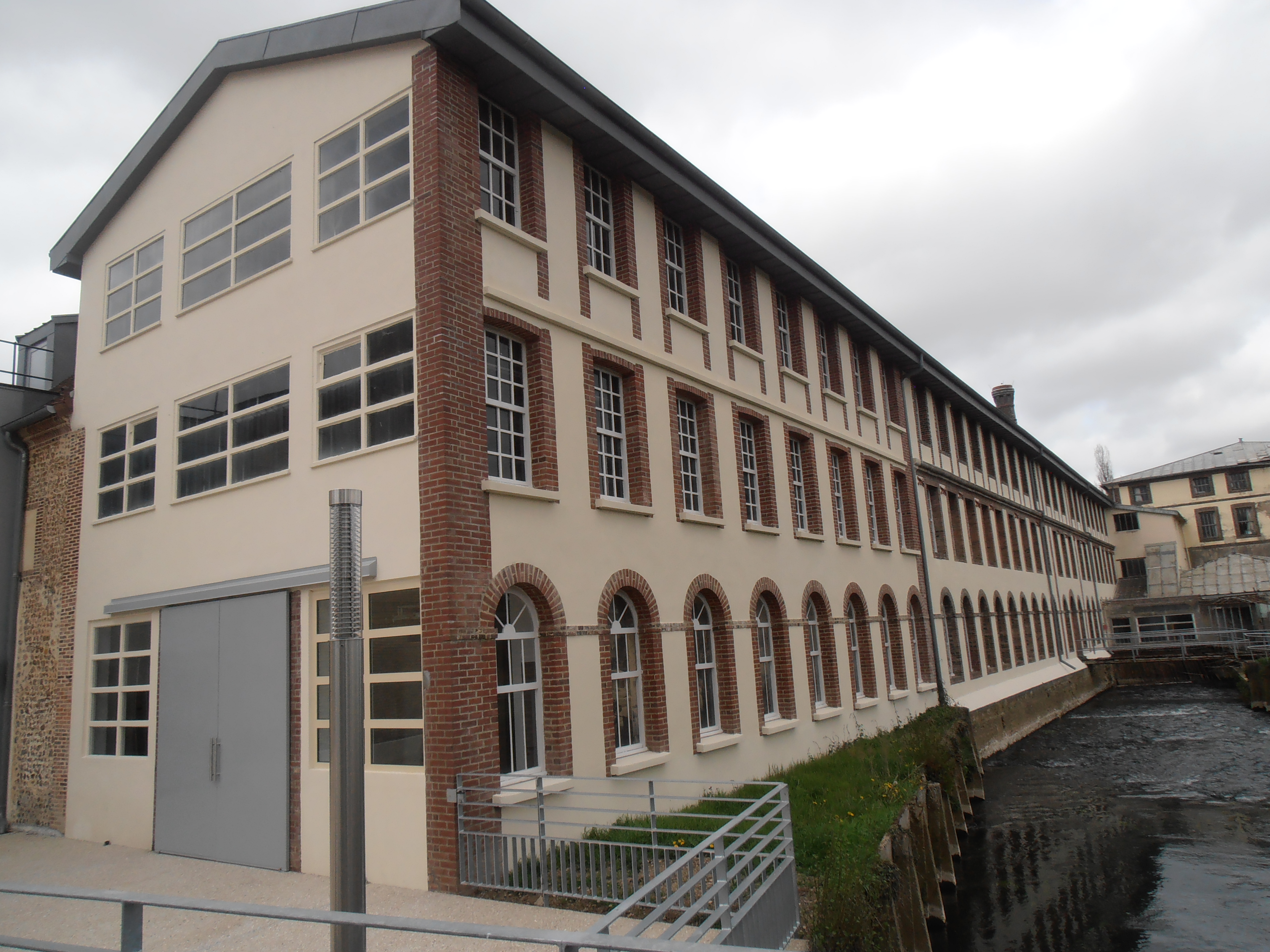
L'entrée de la manufacture.

- Musée contemporain de La Manufacture Bohin[39], entreprise créée en 1833 par Benjamin Bohin, seul fabricant français d'aiguilles et d'épingles[40],[41].

- Château du Souchey.

On peut également signaler : 
- Base nature de VTT et de kayak proposée par l'association Ris'l Adventure[42].

### Personnalités liées à la commune
- Benjamin Bohin, créateur de la manufacture d'épingles et d'aiguilles qui porte son nom[43].

## Pour approfondir